# USS Montana (SSN-794)
El USS Montana (SSN-794) es un submarino nuclear de ataque de la clase Virginia Bloque IV de la Armada de los Estados Unidos. El nombre es en honor al estado estadounidense de Montana. El secretario de Marina, Ray Mabus, anunció el nombre el 3 de septiembre de 2015 en una ceremonia celebrada en Billings, Montana, con el senador estadounidense Jon Tester.
Una modificación de contrato para el USS Oregon (SSN-793), Montana (SSN-794) y el USS Hyman G. Rickover (SSN-795) se adjudicó inicialmente a General Dynamics Electric Boat por 594,7 millones de dólares en abril de 2012. El 23 de diciembre de 2014, se les otorgó una modificación de contrato adicional de 121,8 millones de $ para comprar material de largo plazo para los tres submarinos de clase Virginia. La Marina de los EE. UU. otorgó a General Dynamics Electric Boat el contrato para construir 10 submarinos clase Virginia del Bloque IV por 17,6 mil millones de $ el 28 de abril de 2014. La entrega del décimo barco está programada para 2023.
La construcción del Montana comenzó en mayo de 2015 en Huntington Ingalls Newport News Shipbuilding en Virginia. Se esperaba que la fecha de finalización del contrato fuera en mayo de 2020, pero se retrasó debido a la pandemia de COVID-19.
Sally Jewell, patrocinadora del Montana y exsecretaria del Interior de EE. UU., bautizó el barco el 12 de septiembre de 2020 en Newport News Shipbuilding, a través de una ceremonia virtual debido a la pandemia. El Montana se botó el 15 de octubre de 2020 y se entregóa la Marina a mediados de 2022. Fue lanzada en febrero de 2021, y puesta en servicio el 25 de junio de 2022 en la Estación Naval de Norfolk.